# Yngve Viebke
Åke Yngve Valdemar Viebke, född 13 januari 1912 i Barkåkra, död 29 december 1988 i Kristianstad, var en svensk ryttare. Han tävlade för Kristianstads FRK.
Viebke tävlade för Sverige vid olympiska sommarspelen 1960 i Rom, där han slutade på nionde plats i dressyr.
Han tog guld vid Svenska mästerskapen i dressyr 1960 och silver 1959.